# Anthony Davis
Anthony Marshon Davis Jr., född 11 mars 1993 i Chicago i Illinois, är en amerikansk basketspelare som spelar för Dallas Mavericks i National Basketball Association (NBA).
Anthony Davis gick i skola vid University of Kentucky och spelade för Kentucky Wildcats och spelar för Los Angeles Lakers i NBA som power forward alternativt som center. 2019 bytte han klubb från New Orleans Pelicans till Los Angeles Lakers genom en byteshandel där Pelicans bytte Davis för Lonzo Ball, Brandon Ingram och Josh Hart.

## Landslagskarriär
Anthony Davis var med och tog OS-guld vid OS 2012 i London, samt VM-guld under världsmästerskapet i basket i Spanien 2014.